# Птолемеј Кераун
Птолемеј Кераун (грч. Πτολεμαίος Κεραυνός), (-279. п. н. е. ) је био краљ Македоније од 281. п. н. е. до 279. п. н. е. Његов епитет Кераун је грчки назив за „Гром“ и односи се на његов нестрпљив, нагао и деструктиван карактер.
Био је најстарији син Птолемеја I Сотера, краља Египта, и његове треће жене Еуридике, која је била Антипатерова кћерка. Био је прво од њихово шесторо деце. Његов млађи брат постао је наследник и краљ Египта 282. п. н. е. као Птолемеј II.

## Напушта Египат и одлази код Лизимаха
Птолемеј Кераун је напустио Египат и боравио је на двору Лизимаха, краља Тракије, Македоније и дела Мале Азије. Његова полусестра Арсиноја II је била Лизимахова жена. Лизимах има сина Агатокла из првог брака, који треба бити наследник. Лизимахова жена, Арсиноја II, жели да њен син буде наследник, па лажно оптужује Агатокла да кује заверу са Селеуком против оца. Лизимах убија свог сина Агатокла. То изазива револт и код становништва и код пријатеља. Многи градови у Азији се буне. Агатоклеова жена је била сестра Птолемеја Керауна.

## Бежи код Селеука са сестром
Птолемеј Кераун и његова сестра беже код Селеука, кога траже помоћ. Они нуде Селеуку повод за напад на Лизимаха, а Птолемеј Кераун жели да он буде краљ Египта. Селеук је видио ту свој мотив да поново уједини Александрово царство. 
Селеук побеђује Лизимаха 281. п. н. е. у бици код Корупедија. Лизимах је убијен у тој бици. 
Птолемеј Кераун након тога убија Селеука. Вероватан разлог је што није остваривао жељу Птолемеја Керауна да буде краљ Египта. Од тада је прозван Кераун (Keraunos је на грчком гром) 

## Постаје краљ Македоније
После убиства Селеука било му је лако да постане краљ Македоније 281. п. н. е. У то време он се такође формално одрекао свог права на египатски престо. Био је унук Антипатра и тиме је легитимно тражио трон. Војници га лако прихватају као краља јер је служио и у војскама Лизимаха и Селеука. Жени се својом полусестром Арсинојом II, Лизимаховом удовицом. Убрзо убија два млађа сина од Арсиноје, па она бежи у Египат, где се удаје за свог брата Птолемеја II.

## Смрт при галској инвазији
Гали су извршили инвазију Грчке 279. п. н. е., а касније се настанили у Галатији. Када су Гали напали Тракију, Трачани су тражили помоћ од Птолемеја Керауна. Птолемеј Кераун је тада одбио да им помогне, сматрајући да ће ослабљени Трачани бити мања опасност за Македонију. Трачани су били поражени и присиљени да се придруже Галима у нападу на Македонију. Птролемеј Кераун је изгубио битку и живот у борби против Гала 279. п. н. е. Када су Македонци видели да је њихов вођа мртав, побегли су.